# 马精武
马精武（1937年—2023年11月30日），中国男演员。毕业于北京电影学院表演系。1995年任北京电影学院表演系教授。

## 生平
1937年生于新疆乌鲁木齐。1960年毕业于北京电影学院表演系。后来在北影表演系任教。
他妻子李苒苒也是北影的一名前教授。两人生下儿子马川，他后来成为一名影视制片人。

## 主要作品

### 电视剧
- 1991年《三国演义》饰 张梁
- 1992年《青春不会等待》
- 1992年《皇城根儿》
- 1995年《红绒花》
- 2000年《你的生命如此多情》饰 老警察
- 2000年《机灵小不懂》导演 饰 明孝宗
- 2001年《英雄》饰 步鹰/老刀把子
- 2001年《皇朝太医》导演
- 2002年《祥符春秋》
- 2002年《生死极限》饰 周振宇
- 2002年《豪门惊梦》饰 黎健
- 2003年《萍踪侠影》饰 周健
- 2003年《天下第一楼》饰 刘小辫
- 2005年《贞观之治》饰 唐高祖，导演：张建亚
- 2005年《七剑下天山》饰 晦明大师
- 2006年《大宋惊世传奇》飾 文言卜
- 2006年《活着真好》饰 鞠大年
- 2007年《卧薪尝胆》饰 允常
- 2007年《大过年》饰 冯泰年
- 2007年《大秦直道》饰 王琯
- 2008年《血色迷雾》饰 邢老爷
- 2010年《西游记》饰 菩提祖师
- 2010年《少林寺传奇三》饰 朱三太子
- 2010年《西厢记》飾 老皇帝，导演：路奇[2]
- 2011年《儿女的战争》
- 2011年《北京青年》饰 何四万

### 电影
- 1959年《风从东方来》 饰 青年王德民
- 1962年《停战以后》 饰 薛平
- 1973年《艳阳天》 饰 马老四
- 1976年《金光大道》 饰 张金发
- 1978年《火娃》 饰 隆昌
- 1980年《叛国者》 饰 牛玉声
- 1982年《我、你、他》 饰 麦文辉
- 1988年《行窃大师》 饰 王手正
- 1989年《大惊小怪》 饰 阿满
- 1991年《悲喜人生》 饰 周枫
- 1991年《大红灯笼高高挂》饰 陳佐千
- 1993年《青蛇》 饰 盲道士
- 1995年《天国逆子》 饰 关世昌
- 2005年《七剑》饰 晦明大师
- 2006年《夜宴》 饰 殷太常[3]
- 2008年《赤壁》 饰 老渔夫
- 2010年《孔子》饰 齐景公
- 2008年《未来警察》饰 马博士
- 2010年《战国》饰 令尹
- 2012年《杀生》饰 镇长
- 2013年《大明劫》 饰 顾清远
- 2021年《超級的我》饰 教授（2016年拍摄）
- 2020年《八佰》 饰 戏班班主（2017年拍摄）